# Palmitynian izopropylu
Palmitynian izopropylu – organiczny związek chemiczny, ester kwasu palmitynowego i izopropanolu. Stosowany głównie jako emolient oraz zagęstnik.